# ماریا یارمچاک
ماریا یارمچاک (به انگلیسی: Mariya Yaremchuk) (زاده ۲ مارس ۱۹۹۳) خواننده اوکراینی است.
او در مسابقه آواز یوروویژن ۲۰۱۴ نماینده اوکراین بود.